# Aba-Novák Kulturális Központ
Az Aba-Novák Kulturális Központot Szolnok Megye Tanácsa 1978. július 1-jén alapította meg a város új kulturális intézményeként, akkor még Megyei Művelődési és Ifjúsági Központ néven. A Zoltai István Ybl-díjas építész által tervezett épület megnyitója 1979. július 2-án volt. A ház rövid időn belül Szolnok és a régió kulturális életének meghatározó centrumává vált. Az Aba-Novák Kulturális Központ nevet a 2006-os rekonstrukciója után vette fel. Aba-Novák Vilmos a XX. század első felének egyik kiemelkedő magyar festőművésze és grafikusa volt, aki sokszor megfordult a Szolnoki Művésztelepen is.
Szolnok egyre sokszínűbb kulturális életének meghatározó helyszínévé vált a 2014-ben átadott, az Aba-Novák Kulturális Központ új szárnyaként létrehozott Agóra. Már az építkezés alatt találgatták a városlakók, milyen funkciót tölt be az épület, mennyire szolgálja a szolnokiak kulturális igényeit.
Az új nevén Aba-Novák Agóra Kulturális Központ nemcsak koncerteknek, előadásoknak ad otthont, hanem népszerű klubokat is indított, szívesen karol fel civil kezdeményezéseket. Itt működik a Jászkun Fotóklub, a Zolnok Lovagrend, a Szeres táncház, a Csillagked(d)velők klubja, a Szolnoki Népdalkör, a Családkutatók klubja, az Együtt-egymásért Ifjúsági Klub, illetve most bontogatja szárnyait a Jászkun Madár - és Természetbarát Klub. A legkisebbek és szüleik hamar megszerették és rendszeresen látogatják az Agóra Játszóház programjait, tematikus napjait. Több nyári tábort is szerveztek az intézmény munkatársai.
Hiánypótló, európai színvonalú kiállítótérrel is gazdagodott a város, amelyben Munkácsy-díjas festőművészek, szobrászművészek, fotóművészek műveit csodálhattuk meg. Az Aba-Novák Agóra Kulturális Központ rendszeresen indít képzéseket, tanfolyamokat, terei, termei konferenciáknak, szakmai találkozóknak biztosítanak ideális körülményeket. Az épületben kapott helyet a Tourinform Szolnok Iroda és a várost bemutató, népszerűsítő tárgyakat kínáló Szolnok Bolt. Az intézmény adja ki a szolnokiak körében kedvelt ingyenes Publicum programajánló magazint.
Itt alakult meg az Agóra Tanács, amely 42 környező település kulturális életét támogatja és fogja össze. A megyénkben példátlan technikai, technológiai infrastruktúra bővülés a kapcsolatok gyarapodását is magával hozta. Együttműködő partnerünk a Szolnoki Művésztelep, a Hagyományok Háza, a Nemzeti Táncszínház, az Országos Levéltár, a Nemzeti Művelődési Intézet, a Magyar Művészeti Akadémia, de szívesen veszünk részt a helyi hagyományok bemutatásában és törekszünk a szolnoki cégekkel, intézményekkel karöltve megismertetni városunk, az agglomeráció kulturális értékeit.

## 2010 - a megújulás éve
Január 1-jével az Aba-Novák Kulturális Központ új, kettős ügyvezetéssel indult útnak. Nemcsak felépítésében változott, hanem egészen új koncepciókat tűzött ki maga elé: kreatív, szolgáltató intézménnyé szeretne válni. Olyan szolgáltatásokkal kívánja ellátni a Szolnokon és annak térségében élőket, valamint az ide látogató közönséget, amellyel sokrétű lehetőségeket biztosíthat a szórakozni és művelődni vágyóknak. A ház a közművelődési feladatokat is tekintve próbál megfelelően szerepelni a következő rendezvények megszervezésében és lebonyolításában:
- Városi ünnepségek, megemlékezések
- Hagyományőrző és helyi értékeket közvetítő programok
- Ismeretterjesztés
- Színházi, irodalmi és táncművészeti rendezvények
- Zenei előadások és koncertek
- Képzőművészeti-, fotó és más kiállítások
- Gyermek- és ifjúsági rendezvények

## Kiemelt rendezvényeink
- Helyi Termékek Vására, minden hónap 2. vasárnapja
- Magyar Kultúra Napja
- MEGAVERS
- Szolnoki Országos Vasúttörténeti és Vasútmodell Kiállítás
- Globe Fesztivál
- Utazás Kiállítás és Vásár
- Kiugró
- Kuka Gyermek Néptánc és Népzenei Találkozó
- Zsibongó
- Szolnoki Táncművészeti Fesztivál és Koreográfus Verseny
- Szolnoki Országos Néptáncfesztivál
- Tisza-parti Nyár
- Séf Randevú
- Szolnok Napja
- Dunszt
- Szolnoki Országos Csokoládéfesztivál
- Itt-Honi néptánctalálkozó

## Publicum
2010 márciusában új programfüzettel lepte meg látogatóit az Aba-Novák Kulturális Központ. Az előzőhöz képest teljes átalakuláson ment keresztül. A Paletta nevet felváltotta a Publicum, s nemcsak nevében frissült, hanem tartalmában és formájában is.

## Klubok, művészeti csoportok
Az Aba-Novák Agóra nemcsak koncerteknek, előadásoknak ad otthont, hanem népszerű klubokat is indított, szívesen karol fel civil kezdeményezéseket. A teljesség igénye nélkül itt működik a Jászkun Fotóklub, a Zolnok Bandérium, a Csillagked(d)velők klubja, a Szolnoki Népdalkör, a Családkutatók klubja, az Együtt-egymásért Ifjúsági Klub, illetve most bontogatja szárnyait például a Jászkun Madár - és Természetbarát Klub. Minden korosztály számára kínálunk foglalkozásokat! 
Az Aba-Novák Agóra klubjainak oldala

## Külső hivatkozások
- Az Aba-Novák Agóra Kulturális Központ hivatalos oldala.
- Az Aba-Novák Agóra Facebook oldala.
- Az Aba-Novák Agóra Instagram oldala.
- Az Aba-Novák Agóra Youtube oldala.